# 乙烯利
乙烯利（英語：Ethephon）是一种植物生长调节剂。

## 作用机制
在植物新陳代謝後，它會被轉化為乙烯，一種植物生長和成熟的有效調節劑。它也是丁酰膽鹼酯酶的抑製劑。